# Barbara Blatter
Pour les articles homonymes, voir Blatter.
Barbara Blatter, née le 22 décembre 1970 à Wattwil, est une coureuse cycliste suisse. 
Spécialiste du VTT, elle a remporté la Coupe du monde de cross-country en 2000 et 2001. Elle a également été médaillée d'argent de cette discipline aux Jeux olympiques de 2000, vice-championne du monde du relais par équipes en 2004 et championne d'Europe du relais mixte en 2003.

## Palmarès

### Jeux olympiques
- Sydney 2000
  -  Médaillée d'argent du cross-country

- Athènes 2004
  - Abandon lors du cross-country

### Championnats du monde
- Les Gets 2004
  -  Médaillée d'argent du relais par équipes

### Coupe du monde
- Cross-country
  - 1re en 2000 (3 manches)
  - 1re en 2001 (2 manches)

- Contre-la-montre
  - 1re en 2001

### Championnats d'Europe
- 1999
  -  Médaillée d'argent du cross-country
- 2002
  -  Médaillée d'argent du relais mixte
- Graz 2003
  -  Championne d'Europe du relais

### Championnats de Suisse
- Championne de Suisse de cross-country : 1999, 2000, 2001 et 2002